# جان میلر (بازیکن فوتبال)
جان میلر (انگلیسی: John Miller; حدود 1870 – 1933) بازیکن فوتبال در پست مهاجم اهل اسکاتلند بود.

## باشگاهی
از باشگاه‌هایی که در آن بازی کرده‌است می‌توان به باشگاه فوتبال دومبارتون، باشگاه فوتبال شفیلد ونزدی، و باشگاه فوتبال لیورپول اشاره کرد.

## تیم ملی
وی همچنین در تیم ملی فوتبال اسکاتلند بازی کرده‌است.